# Liste der Kulturdenkmale in Gönnsdorf
Die Liste der Kulturdenkmale in Gönnsdorf umfasst sämtliche Kulturdenkmale der Dresdner Gemarkung Gönnsdorf. Grundlage bildet das Denkmalverzeichnis des Themenstadtplans Dresden, das sämtliche bis Januar 2006 vom Landesamt für Denkmalpflege Sachsen erfassten Kulturdenkmale beinhaltet.

## Legende
- Bild: Bild des Kulturdenkmals, ggf. zusätzlich mit einem Link zu weiteren Fotos des Kulturdenkmals im Medienarchiv Wikimedia Commons. Wenn man auf das Kamerasymbol klickt, können Fotos zu Kulturdenkmalen aus dieser Liste hochgeladen werden:
- Bezeichnung: Denkmalgeschützte Objekte und ggf. Bauwerksname des Kulturdenkmals
- Lage: Straßenname und Hausnummer oder Flurstücknummer des Kulturdenkmals. Die Grundsortierung der Liste erfolgt nach dieser Adresse. Der Link (Karte) führt zu verschiedenen Kartendiensten mit der Position des Kulturdenkmals. Fehlt dieser Link, wurden die Koordinaten noch nicht eingetragen. Sind diese bekannt, können sie über ein Tool mit einer Kartenansicht einfach nachgetragen werden. In dieser Kartenansicht sind Kulturdenkmale ohne Koordinaten mit einem roten bzw. orangen Marker dargestellt und können durch Verschieben auf die richtige Position in der Karte mit Koordinaten versehen werden. Kulturdenkmale ohne Bild sind an einem blauen bzw. roten Marker erkennbar.
- Datierung: Baubeginn, Fertigstellung, Datum der Erstnennung oder grobe zeitliche Einordnung entsprechend des Eintrags in der sächsischen Denkmaldatenbank
- Beschreibung: Kurzcharakteristik des Kulturdenkmals entsprechend des Eintrags in der sächsischen Denkmaldatenbank, ggf. ergänzt durch die dort nur selten veröffentlichten Erfassungstexte oder zusätzliche Informationen
- ID: Vom Landesamt für Denkmalpflege Sachsen vergebene, das Kulturdenkmal eindeutig identifizierende Objekt-Nummer. Der Link führt zum PDF-Denkmaldokument des Landesamtes für Denkmalpflege Sachsen. Bei ehemaligen Kulturdenkmalen können die Objektnummern unbekannt sein und deshalb fehlen bzw. die Links von aus der Datenbank entfernten Objektnummern ins Leere führen. Ein ggf. vorhandenes Icon  führt zu den Angaben des Kulturdenkmals bei Wikidata.

## Liste der Kulturdenkmale in Gönnsdorf
| Bild           | Bezeichnung | Lage                              | Datierung                                              | Beschreibung | ID       |
| -------------- | --- | --------------------------------- | ------------------------------------------------------ | --- | -------- |
|                | Wohnhaus und Handschwengelpumpe | Alte Dorfstraße 4 (Karte)         | Anfang 19. Jh. (Wohnhaus)                              | ländliches Gebäude mit Fachwerk im Obergeschoss und holzverschalten Giebeln, baugeschichtlich von Bedeutung, hölzerne Pumpe, kulturgeschichtlich von Bedeutung                                                                                  | 09283753 |
|                | Wohnhaus | Alte Dorfstraße 11 (Karte)        | Anfang 19. Jh. (Wohnhaus)                              | ländliches Gebäude mit verputztem Fachwerk im Obergeschoss, holzverschalten Giebeln, Schleppdach und kleinem Anbau im Eingangsbereich, mit anschließendem kleinem Hof und Wirtschaftsgebäuden, baugeschichtlich und ortsgeschichtlich bedeutend | 09283755 |
| Weitere Bilder | Rittergut Gönnsdorf: Herrenhaus des Rittergutes (ursprünglich Wasserburg) mit zwei angelegten Teichen sowie Park mit Wegführung, Hainbuchenalleen, Reste der Bruchsteinmauer und barocker Brunnen mit zwei Wasserbecken und zwei Freitreppen | Alte Dorfstraße 12 (Karte)        | 1707 Dendro (Herrenhaus), 2. Hälfte 18. Jh. (Gutspark) | noch barock geprägtes Gut, Herrenhaus wohl unter August dem Starken errichtet, Anlage baugeschichtlich, ortsgeschichtlich und künstlerisch bedeutend                                                                                            | 09283748 |
|                | Hofmauer | Am Park 2a; 2b; 2c (vor) (Karte)  | vor 1800 (Einfriedung)                                 | Zeugnis und Hinweis auf den ehemals angrenzenden Hof und damit auf die bäuerliche Vergangenheit von Gönnsdorf, ortsgeschichtlich bedeutend und ortsbildprägend                                                                                  | 09283750 |
|                | Wohnstallhaus und Handschwengelpumpe | Pappritzer Straße 4 (Karte)       | 18. Jh. (Wohnstallhaus)                                | Wohnstallhaus mit einriegeligem Fachwerkobergeschoss, holzverschalten Giebeln und Schleppdach, baugeschichtlich und ortsgeschichtlich von Bedeutung, hölzerne Pumpe kulturgeschichtlich von Bedeutung                                           | 09283751 |
|                | Wohnhaus, Scheune und Schuppen eines Dreiseithofes | Schönfelder Landstraße 10 (Karte) | 1. Hälfte 19. Jh. (Bauernhaus)                         | ländliches Wohnhaus mit holzverschaltem Obergeschoss und Giebeln, gegenüberliegend Scheune mit Schuppen im Winkel, baugeschichtlich von Bedeutung                                                                                               | 09283756 |